# Klub Sportowy Amica Wronki
Klub Sportowy Amica Wronki, conhecido por Amica Wronki ou também Amica, foi um clube de futebol extinto sediado em Wronki, na Polônia.
A equipe mandava seus jogos no Stadion Amiki Wronki, com capacidade para 5.296 torcedores. Possuía o vermelho e o branco como suas cores oficiais.

## História
A equipe do Amica Wronki foi fundada em 1992 com o nome de FK Amica Wronki. A empresa que dá nome ao clube queria patrocinar uma agremiação na cidade de Wronki, onde sua fábrica estava sediada.
O aumento nos lucros da empresa deu uma boa influência financeira ao novo time nos torneios profissionais de futeobl da Polônia. O clube foi formado quando outras duas equipes se uniram: o Błękitni Wronki e o LZS Czarni Wromet Wróblewo. O nome escolhido foi FK Amica Wronki, e em apenas quatro anos, conseguiu a promoção da Quarta Divisão para a Divisão Principal (Orange Ekstraklasa). Integravam a primeira divisão da Polônia desde 1995.
Ao final da temporada 2005–06 do Campeonato Polonês, a direção do Amica resolve se fundir com o Lech Poznań, e com isso passaria a disputar as divisões menores do país a partir daquele momento. Porém, com a saída de vários jogadores e a recusa do Lech em relação à fusão, o Amica não teve outra saída a não ser fechar as portas. Em 2007, o Błękitni Wronki, um dos times que se fundiram para a criação do Amica em 1992 juntamente com o LZS Czarni Wromet Wróblewo, foi refundado e é considerado um clube fênix.

## Títulos
- Copa da Polônia (Puchar Polski)
  - (3): 1997–98, 1998–99, 1999–2000

- Supercopa da Polônia (Superpuchar Polski)
  - (2): 1998, 1999

## Atletas renomados
| - Marek Bajor - Mateusz Bartczak - Arkadiusz Bąk - Jarosław Bieniuk - Bartosz Bosacki | - Marcin Burkhardt - Tomasz Dawidowski - Jacek Dembiński - Dariusz Dudka - Dariusz Gęsior | - Paweł Kryszałowicz - Mariusz Kukiełka - Ilijan Micanski - Grzegorz Mielcarski - Rafał Murawski | - Jerzy Podbrożny - Piotr Reiss - Paweł Skrzypek - Māris Smirnovs - Remigiusz Sobociński | - Grzegorz Szamotulski - Marcin Wasilewski - Grzegorz Wojtkowiak - Marek Zieńczuk - Jacek Ziober |